# Dario Pozzo
Pour les articles homonymes, voir Pozzo.
Dario Pozzo  (Vérone, 1592 - 1652) est un peintre italien de la Renaissance. 

## Biographie
Claudio Ridolfi fut élève de Dario Pozzo. 

## Œuvres
- Retables (disparus) dans les églises San Francesco di Paola et San Anastasia, Vérone.